# Куперштейн, Лейб
Лейб Шимшинович Куперштейн (ивр. לייב קופרשטיין‎, 30 апреля 1904, Маркулешты, Сорокский уезд, Бессарабская губерния — 17 сентября 1992, Израиль) — румынский и израильский педагог, журналист, публицист, литератор, редактор и переводчик. Писал на иврите и идише.

## Биография
Родился в еврейской земледельческой колонии Маркулешты. Его отец Шимшн Куперштейн был потомком ребе Шимшона из Острополя и был занят в торговле, мать — Сура Куперштейн. Учился в новом хедере, основанном в Маркулештах его отцом вместе с раввином Лейбом Фишманом; помимо религиозных предметов в этом хедере изучалась современная литература на иврите. После хедера продолжил обучение в средней школе сети Еврейского колонизационного общества (ИКО), директором которой был писатель  Шлойме Гилельс, затем открывшейся в 1920 году гимназии с обучением на иврите. В девятнадцатилетнем возрасте уехал в Бельгию (1924), затем во Францию, где получил высшее образование и стал агрономом. Позже продолжил обучение в Сорбонне, где занимался философией и общественными науками. Одновременно начал публиковаться в современной прессе на иврите и участвовать в сионистском движении (был участником 15-го сионистского конгресса в Базеле).
Вернувшись в Бессарабию в 1932 году, работал учителем обществоведения и еврейской литературы в гимназии в Маркулештах, затем директором гимназии сети Тарбут в Бельцах, где организовал изучение сельскохозяйственных наук. В это время издал несколько учебников и антологий по литературе на иврите, использовавшихся в учебном процессе в школах этой сети. Продолжал участвовать в деятельности сионистских движений социалистической направленности. С 1922 года публиковал репортажи, публицистические и литературно-критические статьи в прессе на идише — кишинёвской ежедневной газете «Унзер цайт» (наше время), еженедельнике «Дос кооперативэ ворт» (Кишинёв), журналах «Черновицер блэтэр» («Черновицкие листы») и «Ойфганг» («Восход», Сигет). Издавал и редактировал еженедельную газету на идише «Дос бэлцер ворт» («Бельцкое слово»). 
В 1935—1938 годах был редактором и издателем литературного журнала «Шурот» (строки) на иврите — единственного такого периодического издания в Бельцах. 32 номера журнала были опубликованы до запрета на публикацию литературы на еврейских языках, наложенного правительством Гоги и Кузы в 1938 году. После закрытия журнала Куперштейну удалось опубликовать ещё два номера альманаха «Удим» (Угли, 1938). В 1940 году он перебрался с семьёй в Бухарест и оттуда эмигрировал в подмандатную Палестину.
С 1948 года сотрудничал в основных периодических изданиях Израиля, в том числе в газетах «Давар», «Омер», «Аль-хаМишмар» и «Маарив», в журналах «Газит» и «Мознаим». Опубликовал несколько публицистических книг по истории евреев в Румынии, о трагедии на пароходе «Струма», а также две книги собственных переводов из Корнея Чуковского — «שמש גנובה» (Краденое солнце) и זבובה זהובה (Муха-цокотуха). Работал в отделе пропаганды Гистадрута в Тель-Авиве, был директором школы для рабочей молодёжи. Опубликовал методические материалы для родителей и сборник переводов из педагогических трудов А. С. Макаренко, а также литературоведческие книги о поэтах Яакове Фихмане и Фроиме Ойербахе.
Возглавлял израильский отдел Всемирной организации по языку иврит и ивритской литературе. В 1977 году совместно с Меиром Котиком составил книгу памяти местечка Маркулешты. В его переводах с французского языка вышли сборники избранных произведений Петра Равича и Эдмонды Шарль-Ру.
Жена — Эстер Эльгурт, дочь — израильская публицистка Эдна Пеэр.